# Elaphropeza callosotibia
Elaphropeza callosotibia är en tvåvingeart som först beskrevs av Mario Bezzi 1904.  Elaphropeza callosotibia ingår i släktet Elaphropeza och familjen puckeldansflugor. Inga underarter finns listade i Catalogue of Life.